# Щербина Владислав Іванович
Владислав Іванович Щерби́на (27 жовтня 1926, Вознесенськ — 26 лютого 2017, Київ) — український скульптор пластики малих форм; член Спілки радянських художників України з 1958 року. Чоловік скульпторки Оксани Жникруп.

## Біографія
Народився 27 жовтня 1926 року у місті Вознесенську (нині Миколаївська область, Україна). Протягом 1845—1950 років навчався на скульптурному відділенні в Одеському художньому училищі, де був учнем Антона Чубіна, Михайла Жука.
Упродовж 1950—1951 років працював на Городницькому; у 1951—1954 роках — на Баранівському порцелянових заводах; з 1954 по 1988 рік — на Київському експериментальному кераміко-художньому заводі. Впродовж 10-ти років був головним художником останнього. Одночасно з 1960 по 1990 рік був постійним членом Всесоюзної художньої ради Міністерства легкої промисловості СРСР; у Спілці радянських художників України з середини 1960-х років очолював секцію декоративно-прикладного мистецтва, у 1970-х роках перейшов до скульптурної секції. Після звільнення із підприємства налагодив
маленьке виробництво у своїй творчій майстерні.
Жив у Києві, в будинку на Русанівській набережній, № 14/1, квартира № 113, в будинку на Русанівському бульварі, № 2, квартира № 110 та в будинку на вулиці Ентузіастів, № 11, квартира № 98. Помер 26 лютого 2017 року.

## Творчість
Працював в галузі декоративного мистецтва (художній фарфор, пластика малих форм). На Київському експериментальному кераміко-художньому заводі створив близько тисячі оригінальних скульптурних композицій. Серед робіт:
- декоративна ваза «Великий Кобзар» (1954);
- «Тарас Бульба» (1954);
- «На злобу дня» (1956);
- «Садко» (1956);
- сервіз «Конкурсний» (1956);
- «Одарка і Карась» (1956);
- «Кожум'яка» (1957);
- «Хліб-сіль» (1957);
- «Травнева ніч» (1957);
- «Коник-горбоконик» (1957);
- «Дівчина з ромашками» (1959);
- «Біля криниці» (1960);
- триптих «Енеїда» — «Троянці», «Дідона», «Еней» (1960);
- «Мавка» (1960);
- декоративна композиція «Я до школи носити воду школярам» (1961);
- декоративна композиція «На панщині пшеницю жала» (1964);
- «Сон» (1964);
- «Солдати» (1965);
- «Назар Стодоля» (1965, у співавторстві з Оксаною Жникруп);
- декоративна композиція «Таченка» (1967);
- декоративна композиція «Мир народам, земля селянам» (1967);
- «Сумач» (1967);
- «Арсенальці» (1970);
- «Перший літак» (1970);
- «Солоха і дяк» (1975);
- фляга «Квадратна» (1975);
- фляга «Вакула» (1975);
- фляга «Русь» (1976);
- фляга «Мисливська» (1976);
- «Українські пісні» (1980);
- «Бурлески» (1983);
- триптих «Мій Шевченко» (1984);
- «Нове вбрання короля» (1984);
- «Принцеса на горошині» (1984);
- «Свинопас і принцеса» (1984);
- «Пастушка і трубочист» (2008);
- «Викрадення Європи» (2008).

Брав участь у республіканських виставках з 1951 року, всесоюзних — з 1957 року, зарубіжних — з 1956 року. Персональні виставки відбулися у Києві у 1993, 2006, 2011—2112 роках, Мінську у 2012 році.
Твори скульптора зберігаються у Національному музеї українського народного декоративного мистецтва у Києві, інших музеях України та за кордоном.